# Dampiera parvifolia
Dampiera parvifolia är en tvåhjärtbladig växtart som beskrevs av Robert Brown. Dampiera parvifolia ingår i släktet Dampiera, och familjen Goodeniaceae. Inga underarter finns listade i Catalogue of Life.